# Деловой квартал
«Деловой квартал» — российское региональное периодическое издание екатеринбургского издательства «Абак-пресс», освещающее вопросы бизнеса и политики. Журнал издавался с 1994 года по 2015 год (объёмом 64—120 полос формата А4 в нескольких регионах России, суммарный тираж — около 75 тыс. экземпляров в месяц). «Деловой квартал» выходил в Екатеринбурге раз в две недели тиражом 6 015 экземпляров, в Казани ежемесячно тиражом 4 015 экземпляров, в Челябинске ежемесячно тиражом 4 005 экземпляров, в Нижнем Новгороде ежемесячно тиражом 5 015 экземпляров.

## История
Издавался в Екатеринбурге с 1994 года. Аудитория издания – владельцы, топ-менеджеры, менеджеры и специалисты местных компаний, заинтересованные в развитии своего бизнеса и профессиональном росте. В 2004 году региональная версия журнала выходила в Красноярске, в 2005 году — в Челябинске, Ростове-на-Дону и Новосибирске, в 2006 году — в Нижнем Новгороде, в 2008 году — в Казани. Крупнейшая версия — екатеринбургская, занимала первое место в рейтинге среди деловых еженедельных изданий Екатеринбурга по объёмам аудитории.

## Структура журнала
- Значимые деловые события
- Действия местных компаний в конкурентной среде
- Опыт применения современных управленческих технологий
- Конъюнктурные обзоры рынков, статистические и финансовые показатели деятельности компаний
- Истории успешных предпринимателей
- Рейтинги

## Дизайн обложки

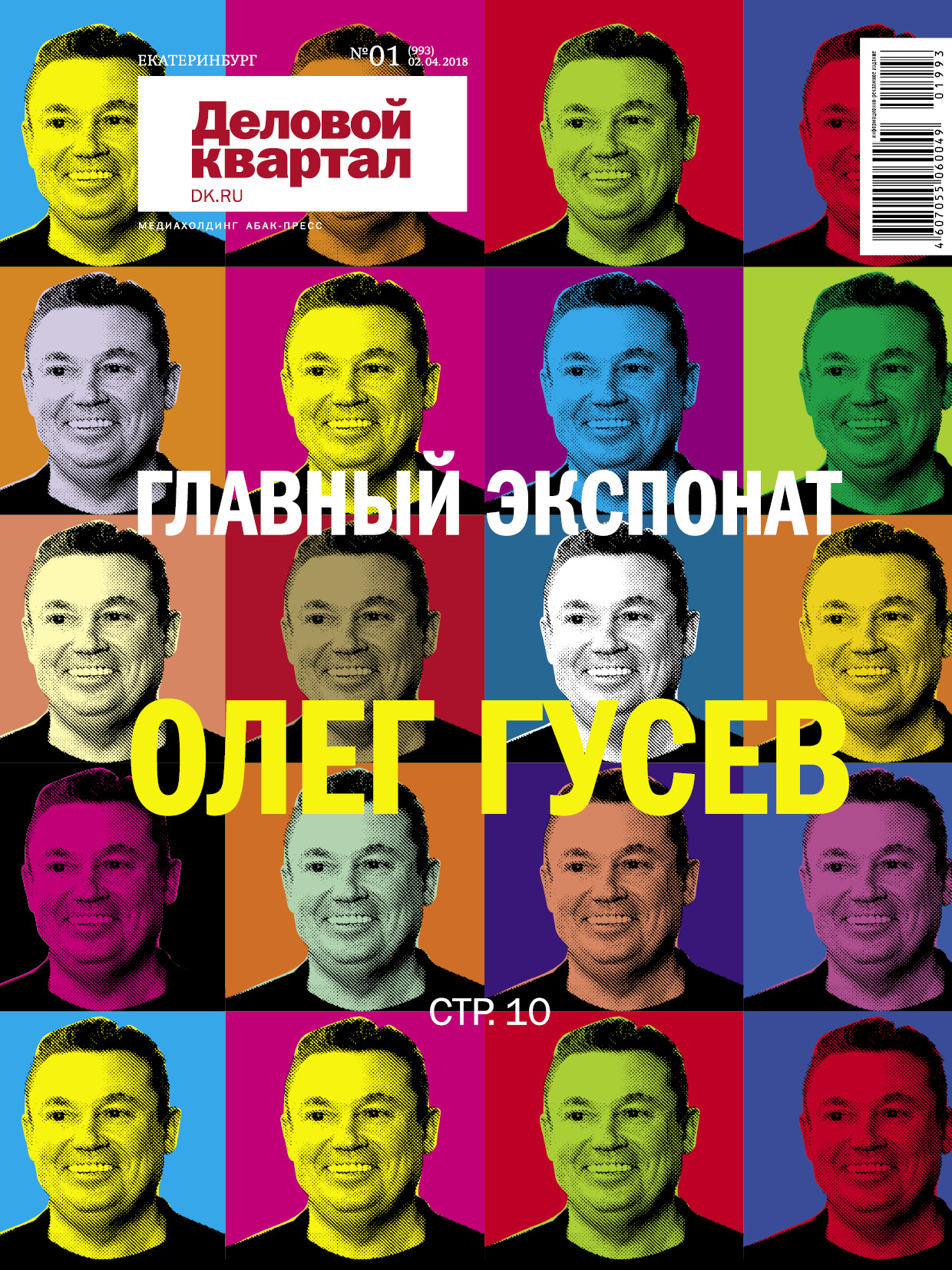
Обложка журнала «Деловой квартал», №1 (993) от 02.04.2018, г. Екатеринбург

С первого номера журнал выходила с обложкой в одной (белой) гамме, название издания (белым цветом) помещено в прямоугольном блоке красного цвета. Над логотипом размещались 2 значимых статейных анонса, под блоком с названием издания помещалась фотография значимого лица (справа) и анонсы статей в одной широкой колонке (слева) с указанием номеров страниц.

## Премия «Человек года»
В 2010 году журнал «Деловой квартал» учредил премию «Человек года», которой награждает самых прогрессивных людей Екатеринбурга, отметившихся особенными успехами в бизнесе. Премия «Человек года» являлась уникальной региональной премией, победителей в которой определяли представители и эксперты бизнес-сообщества города. Вслед за Екатеринбургом премия вручалась во всех городах присутствия издания.